# Латипов Куддус Каніфович
Куддус Каніфович Латипов (14 липня 1923 — 23 грудня 2016) — радянський військовий льотчик, Герой Радянського Союзу (1946).

## Біографія
Народився 14 липня 1923 року в селі Новомещерово Башкирської АРСР (зараз Мечетлінського району, Башкортостан) у селянській родині. Башкир. Закінчив Месягутовське педагогічне училище. Був шкільним учителем, займався в аероклубі.
У Червону Армію призваний в 1941 році. У тому ж році закінчив Свердловську військову авіаційну школу пілотів.
На фронтах німецько-радянської війни з серпня 1942 року. Командир ланки 187-го гвардійського штурмового авіаційного полку (12-а гвардійська штурмова авіаційна дивізія, 3-й гвардійський штурмовий авіаційний корпус, 5-а повітряна армія, 2-й Український фронт) гвардії лейтенант Латипов К. К. до травня 1945 року здійснив 134 бойових вильоти на знищення бойової техніки і живої сили противника.
15 травня 1946 року гвардії лейтенанту Латипова Куддусу Каніфовічу присвоєно Звання Героя Радянського Союзу з врученням ордена Леніна і медалі «Золота Зірка» (№ 6665).
У 1952 закінчив Військово-політичну академію імені Леніна. Обіймав посади заступника командира авіаполку і начальника політвідділу авіадивізії. Потім служив в управлінні ВПС Київського військового округу і в центральному апараті ВПС.
З 1974 року полковник Латипов К. К. у запасі. Живе у Москві.

## Вшанування пам'яті
Ім'я Латипова Куддуса Каніфовича носить школа в селі Новомещерово Мечетлінського району Башкортостану.